# Andritsena-Krestenes
Andritsena-Krestenes (tiếng Hy Lạp: ?) là một khu tự quản ở vùng Tây Hy Lạp, Hy Lạp. Khu tự quản Andritsena-Krestenes có diện tích 422 kilômét vuông, dân số theo điều tra ngày 18 tháng 3 năm 2001 là 21139 người.